# Napaea sylva
Napaea sylva är en fjärilsart som beskrevs av Heinrich Benno Möschler 1876. Napaea sylva ingår i släktet Napaea och familjen Riodinidae. Inga underarter finns listade i Catalogue of Life.